# ヘレン・デ・ムーロ
ヘレン・デ・ムーロ（Helen de Muro、1988年3月6日 - ）は、ドイツのアダルトモデル・女優。ミュンヘン出身。

## 経歴
ドイツ人俳優の父とイタリア人の母の間に生まれる。16歳で学校を卒業し、医療アシスタントとして働く。
2013年3月5日、ミュンヘンで映画Rubinrotのプレミアに招待される。2014年12月23日、ボブスレーのドイツ代表を応援するため、マヌエル・マハタ、ヨハネス・ロホナー、マリウス・ブレーニングとカメラに収まる。
2014年12月13日、ドイツ最大のパーティーマラソン(Party-Marathon)・Playboy Club-Tourに参加(2015年1月31日まで)。これはプレイメイトたちがドイツ各地のクラブに次々と出現するというもの。
2016年、映画Willkommen bei den Hartmannsに出演(as Arzthelferin Clara)。
2017年12月17日、Playboy TVのドキュメンタリーPlayboy Cyber Girlsに出演。12月25日、映画Ronny & Klaidに出演(as Laila)。

### Playboy
特に断らない限りGlossaryOne.comを出典とする。
2013年2月、Playboyドイツ版に登場。8月、Playboyアルゼンチン版に登場。
2014年1月、Playboyドイツ版に登場。6月、Playboyアルゼンチン版・オランダ版・ルーマニア版に登場。7月、Playboyクロアチア版・ドイツ版・メキシコ版・ポーランド版・スロベニア版・ベネズエラ版に登場。8月、Playboyクロアチア版・セルビア版・南アフリカ版に登場。9月、Playboyクロアチア版に登場。
2015年2月、Playboyチェコ版に登場。4月、Playboyベネズエラ版に登場。6月、Playboyドイツ版に登場。

## 私生活とゴシップ
2017年11月13日、妊娠5か月であると報じられた。父親は二人目の夫・実業家のRichard。

## その他
ヌードに抵抗はない。舞台芸術が好きで、自分の体を見てくださいと言える特権があるからPlaymateになった。
彼女の背中には天使の翼のタトゥーがある(24歳のとき2週間(延べ40時間)かけて彫った)。一部メディアは｢地獄の曲線・天国のタトゥー｣と評する。
ヨルダン・カーヴァーのウェブサイト(現存しない)に登場したことがある。カーヴァーからは親友と呼ばれ、2013年7月には一緒にラスベガスに旅行している。
好きなものは音楽、良いセックス、良いウィスキー。好きでないものは不誠実、不寛容、無礼、悪口、愚痴。
食欲は旺盛だが料理はできない。
出没スポットはGlockenbachviertel。